# 부여군·서천군·보령군
부여군·서천군·보령군은 대한민국의 옛 국회의원 선거구이다. 당시 충청남도 부여군, 서천군, 보령군이다.

## 역사
제9대 국회의원 선거를 앞두고 부여군 선거구, 서천군 선거구, 보령군 선거구가 통합되면서 신설되었다.
1986년 1월, 보령군 대천읍이 대천시로 승격되었다. 제13대 국회의원 선거를 앞두고 부여군 선거구, 서천군 선거구, 대천시·보령군 선거구로 각각 분리되면서 폐지되었다.

## 역대 국회의원
| 선거   | 정당 | 정당       | 1위 의원 | 정당 | 정당       | 2위 의원 |
| ------ | ---- | ---------- | -------- | ---- | ---------- | -------- |
| 1973년 |      | 신민당     | 김옥선   |      | 민주공화당 | 김종익   |
| 1978년 |      | 민주공화당 | 김종필   |      | 신민당     | 조중연   |
| 1981년 |      | 민주정의당 | 이상익   |      | 민주한국당 | 조중연   |
| 1985년 |      | 민주정의당 | 이상익   |      | 신한민주당 | 김옥선   |

## 역대 선거 결과

### 대한민국 제9대 국회의원 선거
|  | 41.11% |

|  | 39.13% |

|  | 15.80% |

|  | 3.93% |

### 대한민국 제10대 국회의원 선거
|  | 66.63% |

|  | 15.02% |

|  | 4.67% |

|  | 3.93% |

|  | 3.70% |

|  | 3.19% |

|  | 1.52% |

|  | 1.25% |

|  | 0.05% |

### 대한민국 제11대 국회의원 선거
|  | 29.33% |

|  | 25.29% |

|  | 18.64% |

|  | 16.25% |

|  | 7.34% |

|  | 3.12% |

### 대한민국 제12대 국회의원 선거
|  | 30.88% |

|  | 25.07% |

|  | 15.67% |

|  | 14.43% |

|  | 11.91% |

|  | 2.01% |